# Matthias Quintelier
Matthias Quintelier (22 april 1997) is een Belgische voormalige atleet, die gespecialiseerd was in het kogelstoten. Hij veroverde vier Belgische titels.

## Biografie
Quintelier werd in 2019 voor het eerst Belgisch kampioen kogelstoten. In 2021 volgde een tweede titel. In 2022 werd hij voor het eerst Belgisch indoorkampioen. Hij verbeterde daarbij het Belgisch indoorrecord van Wim Blondeel tot 18,92 m. Outdoor behaalde hij een derde titel.
Eind 2022 kondigde Quintelier zijn afscheid aan. Een handblessure dwong hem te stoppen.
Quintelier begon zijn carrière bij Zwijndrecht Atletiek Team en transfereerde later naar Atletiekvereniging Kontich Aartselaar. In oktober 2019 maakte hij de overstap naar Atletiekclub Lyra.

## Belgische kampioenschappen
Outdoor
| Onderdeel   | Jaar             |
| ----------- | ---------------- |
| kogelstoten | 2019, 2021, 2022 |

Indoor
| Onderdeel   | Jaar |
| ----------- | ---- |
| kogelstoten | 2022 |

## Persoonlijke records
Outdoor
| Onderdeel    | Prestatie | Datum       | Plaats    |
| ------------ | --------- | ----------- | --------- |
| kogelstoten  | 18,73 m   | 1 mei 2022  | Herentals |
| discuswerpen | 50,91 m   | 13 mei 2018 | Gent      |

Indoor
| Onderdeel   | Prestatie    | Datum            | Plaats           |
| ----------- | ------------ | ---------------- | ---------------- |
| kogelstoten | 18,92 m (NR) | 26 februari 2022 | Louvain-la-Neuve |

## Palmares
kogelstoten
- 2016:  BK AC - 16,23 m
- 2018:  BK AC - 16,77 m
- 2019:  BK indoor AC - 17,38 m
- 2019:  BK AC - 17,31 m
- 2020:  BK AC - 16,64 m
- 2021:  BK AC - 18,10 m
- 2022:  BK indoor AC - 18,92 m (NR)
- 2022:  BK AC - 16,83 m